# Katsina Ala
Katsina Ala est une zone de gouvernement local (Local Government Area ou LGA) du Nigeria, dans l'État de Benue ; sa capitale est la ville éponyme.
Elle abrite un site archéologique important où d'importants objets de la culture Nok ont été mis au jour.

## Aire urbaine
La ville de Katisna Ala abrite l'une des plus anciennes école du pays, le Government College Katsina-Ala, créé en 1914, qui a formé de nombreux membres éminents de la société nigériane.
La ville est située au bord de la rivière Katsina, un affluent de la Bénoué. Elle est majoritairement peuplée par des représentants du peuple Tiv.

## Site archéologique
Des statues en terre cuite ont été trouvées à Katsina Ala au milieu du xxe siècle. Cela comprend des têtes humaines réalistes, quelques animaux et des parties de statues plus importantes. Ces objets sont similaires à ceux trouvés à Nok, environ 209 km au nord ; on pense qu'ils ont été confectionnés par un peuple appartenant à la même culture que celle de Nok. Les figures humaines représentent probablement des ancêtres ou des esprits. Selon Bernard Fagg, un archéologue qui a mené des études approfondies sur la culture Nok, les objets de Katsina Ala sont représentatifs d'un « sous-style » distinct. Les statues de Taruga et de Samun Dukiya sont similaires et présentent, elles aussi, des particularités stylisques distinctives.
Le travail du fer commence sur le site vers le ive siècle av. J.-C., un peu plus tard que sur celui de Taruga. Des billes d'étain ont aussi été trouvées, certaines pouvant être des imitations de cauris.